# Carlipa
Carlipa település Franciaországban, Aude megyében. Lakosainak száma 338 fő (2022. január 1.). Carlipa Cenne-Monestiés, Saint-Martin-le-Vieil, Villepinte és Villespy községekkel határos.

## Népesség
A település népességének változása:
| Lakosok száma | 302  | 208  | 216  | 299  | 319  | 331  | 340  | 337  | 338  | 338  |
|               | 1968 | 1982 | 1990 | 2006 | 2013 | 2015 | 2017 | 2019 | 2020 | 2022 |